# 俄罗斯国家电网股份公司
俄罗斯国家电网股份公司（PAO Rosseti）是俄罗斯最大的电力输配企业，在2008年的俄罗斯电网企业重组中成立。由跨区域配电网公司(IDGC)和区域内配电网公司 (RDGC)、研发机构、设计和施工机构以及销售实体组成。 其属下 97 个子公司分布在俄罗斯联邦的 69 个联邦主体中。
公司旗下的IDGC控股公司的运营范围涵盖了从0.4 kV到220 kV的十种电压类型的电网。 IDGC控股旗下运营子公司网络总长度超过210万公里。就网络覆盖和客户而言，俄罗斯国家电网股份公司跻身全球最大的电网公司之列。
2010年输电总量为5910亿千瓦时。
公司团队由约 19 万名员工组成，提供可靠和高质量的输配电服务，包括电网接入服务。
公司在俄罗斯最主要的证券交易所莫斯科交易所上市。